# Thomas Pearson (rugby à XV, 1872)
Pour les articles homonymes, voir Pearson.

a Compétitions nationales et continentales officielles uniquement.

b Matchs officiels uniquement.
Thomas Willam Rory Pearson, né le 10 mai 1872 à Bombay aux Indes et mort le 12 septembre 1957 à Newport, est un joueur de rugby gallois, évoluant au poste d'ailier pour le pays de Galles et essentiellement pour le club de Newport RFC.

## Carrière
Thomas Pearson honore sa première sélection le 3 janvier 1891, contre l'Angleterre et sa dernière contre l'Angleterre le 10 janvier 1903. Il joue un total de treize matches en équipe nationale.
En club :
- Cardiff RFC, pays de Galles
- Newport RFC, pays de Galles

## Statistiques en équipe nationale
- Treize sélections pour le pays de Galles.
- Ventilation par année : 2 en 1891, 2 en 1892, 2 en 1894, 3 en 1895, 1 en 1897, 2 en 1898, 1 en 1903.
- Quatre essais en sélection.
- Participation à sept tournois britanniques en 1891, 1892, 1894, 1895, 1897, 1898 et 1903.